# Gonatocerus tamilanus
Gonatocerus tamilanus är en stekelart som beskrevs av Mani och Saraswat 1973. Gonatocerus tamilanus ingår i släktet Gonatocerus och familjen dvärgsteklar. Inga underarter finns listade i Catalogue of Life.